# Stadtbus Kufstein
Der Stadtbus Kufstein wird von der Verkehrsbetriebe Achhorner KG im Auftrag der Stadtwerke Kufstein GmbH betrieben. Die Firma Ledermair übernahm im Jänner 2024 die Verkehrsbetriebe Achhorner KG und betreibt seitdem die Linien. Das aktuelle Netz umfasst 41 Haltestellen im Kufsteiner Stadtgebiet sowie im angrenzenden Ebbser Ortsteil Eichelwang.
Das Busnetz besteht an Werktagen aus drei Linien, wobei die Linien 1 und 2 gegenläufig zueinander dieselbe Strecke bedienen:
- Linie 1: Endach – Zentrum – Kaisertal
- Linie 2: Kaisertal – Zentrum – Endach
- Linie 3: Feldgasse – Zentrum – Zell – Feldgasse

An Sonn- und Feiertagen verkehrt stattdessen eine einzige Linie, welche die Strecken der drei Linien kombiniert:
- Linie 4: Kaisertal – Zentrum – Endach – Zell – Feldgasse – Kaisertal

Die Busse verkehren von Montag bis Samstag im 20-Minuten-Takt, an Sonn- und Feiertagen im 30-Minuten-Takt. 2008 wurden rund 780.000 Fahrgäste befördert. Der Stadtbus Kufstein ist Mitglied im Verkehrsverbund Tirol (VVT), somit gelten auch alle Verbund-Tickets in den Bussen.
Zudem gibt es noch einen Freizeitbus im Sommer zum Hechtsee:
Linie 50: Kufstein – Hechtsee